# 世界黃金協會
世界黃金協會（英語：World Gold Council），於1987年由多家黃金公司組成一家非牟利機構，為投資者、工業界，以及消費者帶來刺激黃金作用。
本會主席為伊恩·特爾非（Ian Telfer），首席執行官為Aram Shishmanian，當時為埃森哲行政主管。

## 運作
而總部則位英國倫敦，地址為10 Old Bailey, London EC4M 7NG United Kingdom，而主要運作則在印度、遠東、歐洲和美國。本會則包括22家商聯，全球黃金製造商企業佔約60%。

## 連結
- Gold.org （页面存档备份，存于）